# 廖添丁

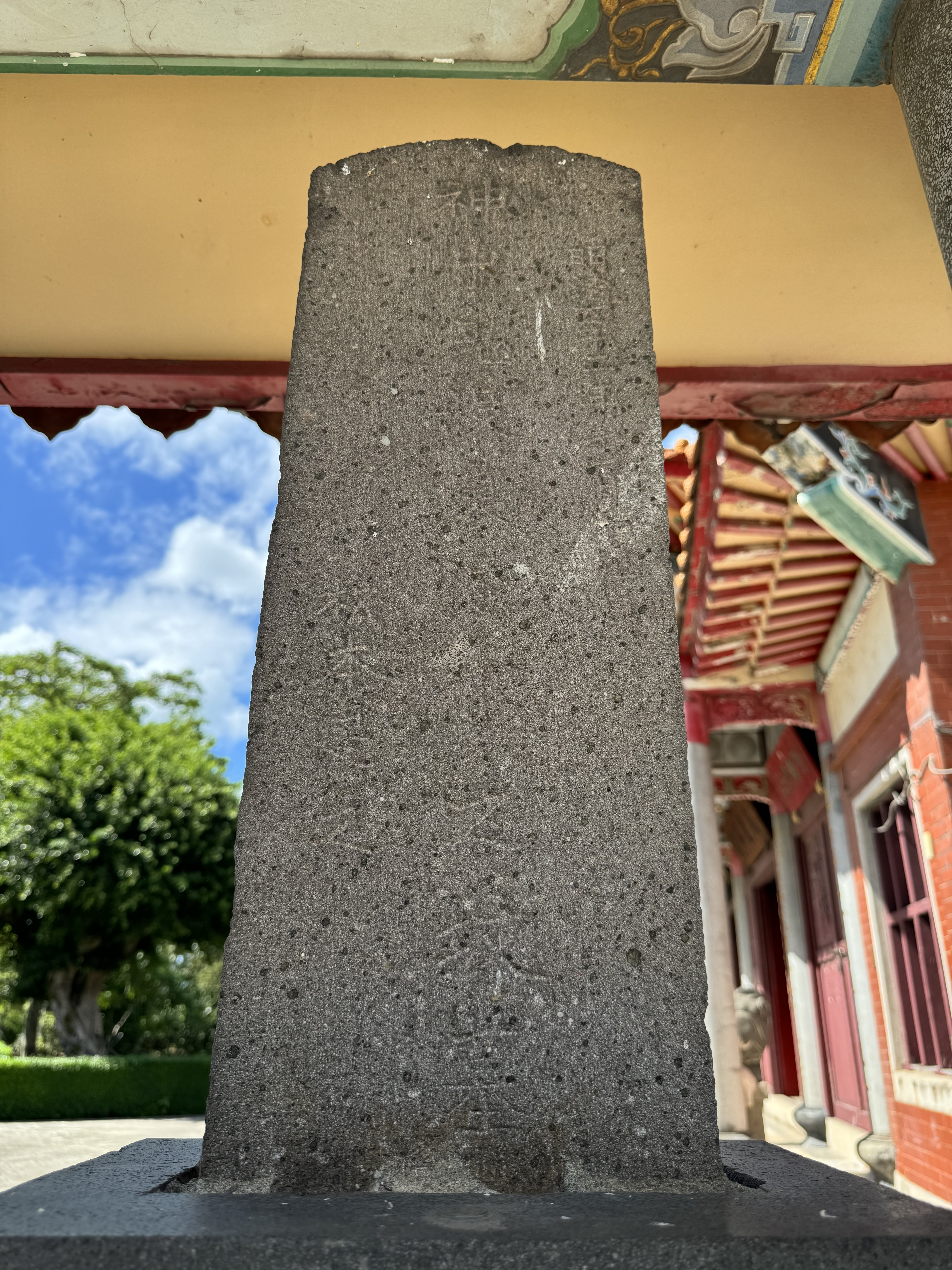
漢民祠にある廖添丁の墓。日本人警察官の「松本建之」により建てられ、表面には「神出鬼沒廖添丁之坟墓」とある。

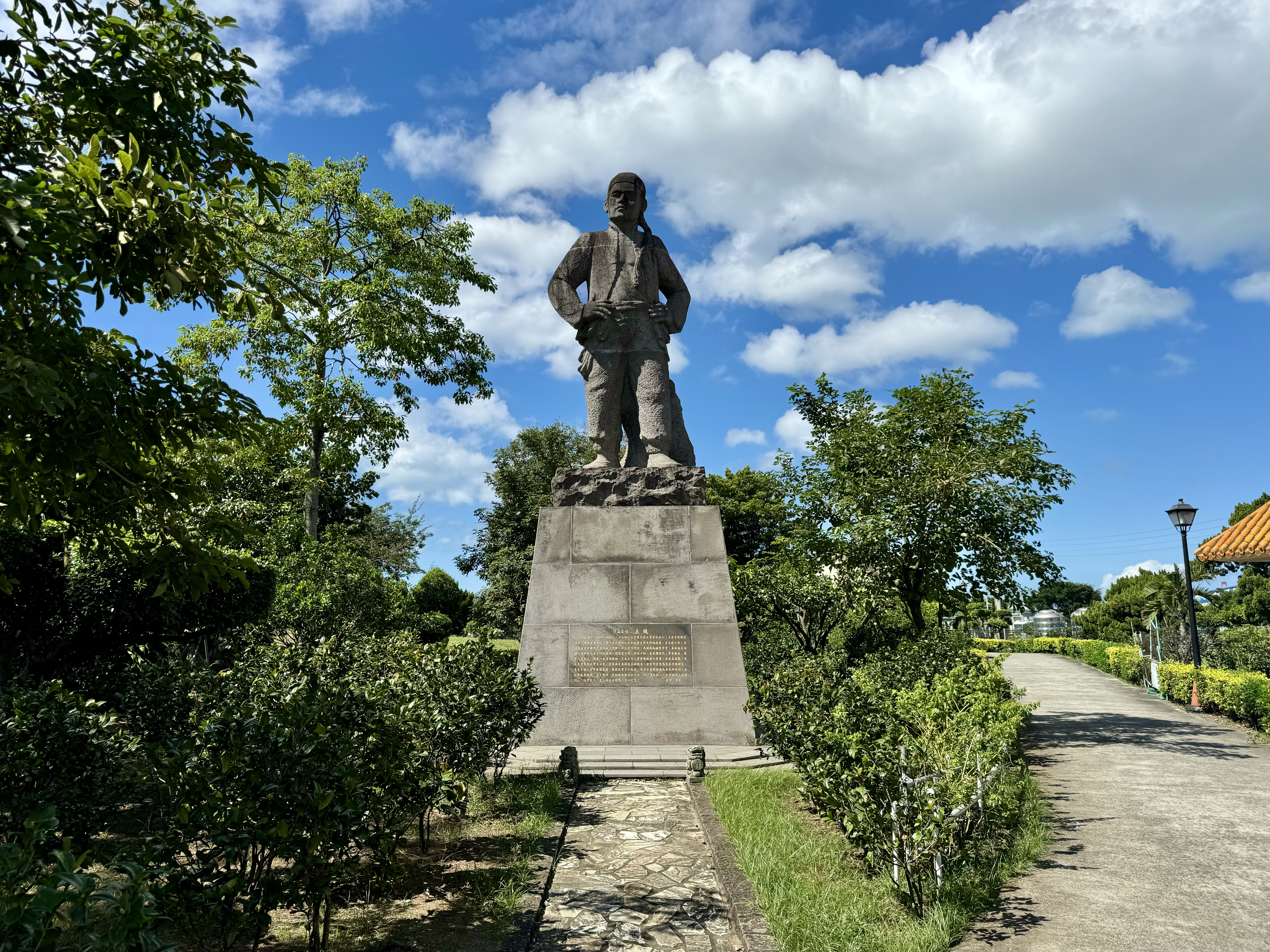
漢民祠の土地に建てられた廖添丁の石像

廖 添丁（りょう てんてい、繁体字中国語: 廖添丁、1883年5月21日 - 1909年11月9日）は、日本統治時代の台湾で活動した窃盗犯である。台湾府大肚出身。
1909年8月から3か月のうちに窃盗を繰り返して行い、八里区阡山で友人である楊林に殺され、26歳で死亡した。後世の人間に神格化された。